# SOUL SESSIONS
『SOUL SESSIONS』（ソウル・セッションズ）は日本のミュージシャン、布袋寅泰の11thアルバムである。
2006年12月6日に東芝EMI/ヴァージンよりリリースされた。

## 解説
デビュー25周年となった2006年のラストを飾る、約1年半振りのオリジナルアルバム。サブタイトルには「A GUITARIST vs INTELLECTUAL BARBARIANS」と銘打たれており、全曲様々なアーティストとのコラボレーションで構成されている。
CDにはパソコンで見ることが出来るデータが含まれており、レコーディング風景を撮影したプロモーションビデオが収録されている。

## 収録曲

### 一覧
| #         | タイトル                                  | 作詞                | 作曲                | 編曲                   | 時間  |
| --------- | ----------------------------------------- | ------------------- | ------------------- | ---------------------- | ----- |
| 1.        | 「QUEEN OF THE ROCK vs 土屋アンナ」       | 土屋アンナ          | 布袋寅泰            | 布袋寅泰               | 5:23  |
| 2.        | 「BATTLE FUNKASTIC vs RIP SLYME」         | 布袋寅泰・RIP SLYME | 布袋寅泰・RIP SLYME | 布袋寅泰・RIP SLYME    | 4:57  |
| 3.        | 「PHOENIX vs DAVID SANBORN」              | -                   | 布袋寅泰            | 布袋寅泰               | 5:09  |
| 4.        | 「東へ西へ vs 井上陽水」                  | 井上陽水            | 井上陽水            | 布袋寅泰・オオエタツヤ | 5:41  |
| 5.        | 「タンタルスの誤読 vs 町田康」            | 町田康              | 布袋寅泰            | 布袋寅泰               | 4:54  |
| 6.        | 「Stereocaster (album mix) vs Char」      | -                   | 布袋寅泰            | 布袋寅泰               | 3:35  |
| 7.        | 「TAKE A CHANCE ON LOVE vs BRIAN SETZER」 | BRIAN SETZER        | BRIAN SETZER        | BRIAN SETZER           | 4:04  |
| 8.        | 「SINCE 1955 vs Char」                    | Char                | Char                | Char                   | 4:41  |
| 9.        | 「BACK STREETS OF TOKYO vs BRIAN SETZER」 | BRIAN SETZER        | BRIAN SETZER        | BRIAN SETZER           | 4:49  |
| 10.       | 「ボルサリーノ vs 葉加瀬太郎」            | 森雪之丞            | 布袋寅泰            | 布袋寅泰               | 4:03  |
| 11.       | 「MIRROR BALL 〜奇蹟の光 vs 吉田美奈子」  | 吉田美奈子          | 布袋寅泰            | 布袋寅泰               | 4:50  |
| 12.       | 「カラス vs 中村達也」                    | 布袋寅泰            | 布袋寅泰            | 布袋寅泰               | 4:29  |
| 合計時間: | 合計時間:                                 | 合計時間:           | 合計時間:           | 合計時間:              | 56:35 |

### 楽曲解説
1. QUEEN OF THE ROCK vs 土屋アンナ
三貴「カメリアダイアモンド」CMソング。
2. BATTLE FUNKASTIC  vs RIP SLYME
「HOTEI vs RIP SLYME」でリリースされた27thシングル。トヨタ自動車「bB」CMソング。
3. PHOENIX vs DAVID SANBORN
NTV系ドラマ『DRAMA COMPLEX』テーマ・ソング。
4. 東へ西へ vs 井上陽水
井上陽水のトリビュートアルバム『YOSUI TRIBUTE』に収録されたカバーバージョンに、井上陽水が参加したツインボーカルヴァージョン。
アウトロのアレンジも若干異なっている。
5. タンタルスの誤読 vs 町田康
「music.jp」CMソング。
6. Stereocaster (album mix) vs Char
「Hotei vs Char」でリリースされた29thシングル。ジャパンエフエムネットワーク「FM Festival06/07 "LOCK ON ROCK"」テーマ・ソング。
7. TAKE A CHANCE ON LOVE vs BRIAN SETZER
ブライアン・セッツァーのアルバム『13』に収録されている楽曲に、布袋のボーカルと演奏が追加されたヴァージョン。
8. SINCE 1955 vs Char
9. BACK STREETS OF TOKYO vs BRIAN SETZER
「BRIAN SETZER vs HOTEI」でリリースされた28thシングル。サッポロビール「スリム」CMソング。
10. ボルサリーノ vs 葉加瀬太郎
11. MIRROR BALL 〜奇蹟の光 vs 吉田美奈子
アルバム『MONSTER DRIVE』に収録されている楽曲のボーカル入りヴァージョン。
12. カラス vs 中村達也

## 参加ミュージシャン
- 布袋寅泰
  - Guitars, Produce
  - Bass (#3.4.5.7.9.10.12)
  - Performance, MASH UP (#2)
  - Programming (#4)
  - Vocals (#4.5.7.8.9.12)
- 岸利至
  - Programming (#1,3.4.5,11)
  - Audio Edit (#1,3-9,11.12)
- 土屋アンナ：Vocal (#1)
- RIP SLYME：Produce, Performance, MASH UP (#2)
- 福富幸宏：Programming & Arrangement (#2)
- DAVID SANBORN：Saxophone (#3)
- 井上陽水：Vocal (#4)
- オオエタツヤ (Captain Funk)：Arrangement Support (#4)
- 町田康：Vocal (#5)
- Char
  - Guitars, Produce (#6,8)
  - Vocals (#8)
- Ju-ken：Bass (#6,8)
- BRIAN SETZER：Produce, Guitar, Bass, Vocals (#7,9)
- デイヴ・ダーリング：Produce (#7.9)
- バーニー・ドレセル：Drums (#7,9)
- 酒井愁：Drums (#6,8)
- JILL：Background Vocal (#9)
- 葉加瀬太郎：Violin (#10)
- APOLLO440：Produce (#10)
- 吉田美奈子：Vocal (#11)
- 高水健司：Bass (#11)
- サイモン・ヘイル：Strings Arrangement (#11)
- ゲヴィン・ライト：Strings Leader (#11)
- 中村達也：Drums, Produce (#12)